# Núria Gràcia Arderiu
Núria Gràcia Arderiu (Santa Maria de Palautordera, Vallès Oriental, 21 de setembre de 1989) és una jugadora d'handbol catalana.
Es formà al Centre Català de Tecnificació Esportiva Terres de l’Ebre-Amposta (2004) i jugà al Club Handbol Palautordera i al Club Handbol Amposta (2005-10) de la Divisió d'Honor plata. La temporada 2010-11 fitxà pel Molly Cleba León, amb el qual debutà a la Divisió d'Honor estatal i l'any següent juga al Club Balonmano Mar Alicante. Posteriorment, jugà a la Lliga francesa, Handball Club Celles Sur Belle (2013-14, 2015-17), Aunis Handball (2014-15) i AS Cannes Mandelieu Handball (2017-19). Internacional amb la selecció espanyola en categories de formació, es proclamà subcampiona d'Europa júnior (2007). Amb la selecció catalana guanyà la Copa de les Nacions (2009), essent escollida Millor jugadora del torneig.